# GD Sundy
Grupo Desportivo Sundy és un club de futbol que es basa a la població de Sundy a l'illa de Príncipe a São Tomé i Príncipe. L'equip juga a la Lliga de Príncipe de futbol a la seva divisió local i juga a l'Estadi 13 de Julho a la capital de l'illa, tal com fan tots els clubs de l'illa, el seu camp principal és el Campo de Sundi que es troba a Sundy. El seu sobrenom és Nigéria.

## Història
L'equip va guanyar el títol de l'illa el 1989, i és el desè club en obtenir el primer i únic títol nacional el 2010.
La participació dels seus primers tres campionats va acabar en derrota, primer davant l'Inter Bom-Bom, després amb Bairros Unidos un any més tard. En les semifinals nacionals de 2007 va perdre davant el Vitória 4-3 el 12 de maig. El 6 de març de 2010, Sundy es va enfrontar al 6 de Setembro en la final nacional del títol. En el minut 11 de la segona part, Sundy va perdre 1-3, amb un gol de penal.
En els totals del campionat regional, el títol del club es va compartir amb Os Operários en 1990 fins a 1993, quan els totals de Sundy el posaven en segon lloc, i després el tercer després del Porto Real va guanyar el seu segon títol 1999. Els títols de campió de Sundy van ser compartits de nou amb Porto Real amb dos en 2001 i després amb Os Operários el 2002 amb més de tres, en títols Sundy es va convertir en segon el 2004 i va durar fins a 2009, quan va ser compartit amb Os Operários de nou quan tornà a ser segon amb títols, aquest nombre el va compartir posteriorment amb Porto Real el 2014 i amb Sporting Príncipe per a una temporada l'any 2016. Juntament amb Porto Real i Sporting, el seu total el va fer segon darrere dels cinc totals d'Os Operários al setembre de 2017 .
També Sundy va guanyar el seu primer títol de Copa el 2001 i el més recent el 2013, en total 4. La primera aparició de Sundy en la final de Copa va ser el 2001, on van perdre amb el Vitória FC (Riboque) 4-3, després van perdre amb el mateix club el 2007 i el 2011 per 4-1, la seva última va ser el 2013, que també va perdre davant l'UDRA del sud de São Tomé 5-1.

## Palmarès
- Campionat de São Tomé i Príncipe de futbol: 1

2009/10
- Lliga de Príncipe de futbol: 4:

1985, 2000, 2001, 2009
- Taça Regional de Príncipe: 4

2001, 2007, 2011, 2013